# Musiikkituottajat
Musiikkituottajat, IFPI Finland lub The Finnish Group of IFPI – fińska organizacja non-profit finansowana przez jej członków reprezentująca przemysł muzyczny w Finlandii. Organizacja reprezentuje interesy 23 wytwórni płytowych m.in. EMI Music, Sony Music, Universal Music Group i Warner Music Group.
Celem Musiikkituottajat jest zapewnienie korzystnego środowiska operacyjnego dla przemysłu fonograficznego w Finlandii. Cel jest osiągany poprzez zapewnienie skutecznych przepisów w celu ochrony przemysłu nagraniowego i zapewnienie uczciwego i konkurencyjnego środowiska handlowego.
Organizacja zajmuje się przyznawaniem certyfikatów sprzedaży, tj. złotych i platynowych płyt.
Musiikkituottajat jest lokalnym stowarzyszeniem przemysłu muzycznego w Finlandii wchodzącym w skład International Federation of the Phonographic Industry.
Musiikkituottajat publikuje listy przebojów (Suomen virallinen lista), m.in. Suomen virallinen lista – Albumit (top 50, albumy), Suomen virallinen lista – Singlet (top 20, single), Suomen virallinen lista – Mid–price (top 10) oraz Suomen virallinen lista – Musiikki DVD:t (top 10, albumy wideo).